# معاون نخست‌وزیر ارمنستان
معاون نخست‌وزیر ارمنستان (ارمنی: Հայաստանի փոխվարչապետ، ت. «Hayastani p’vokhvarch’apet») معاون رسمی رئیس دولت ارمنستان است. بر اساس قانون اساسی ارمنستان، تعداد معاونان نخست‌وزیر می‌تواند تا سه نفر باشد. معاونان نخست‌وزیر کنونی تیگران آوینیان و مهر گریگوریان هستند.

## فهرست معاونان نخست‌وزیر ارمنستان
| تصویر | نام | نام            | دوره خدمت      | دوره خدمت     | حزب سیاسی               | نخست‌وزیر | نخست‌وزیر                                  |
| ----- | --- | -------------- | -------------- | ------------- | ----------------------- | -------- | ----------------------------------------- |
|       |     | واچه گابریلیان | ۲۸ نوامبر ۲۰۱۴ | ۲۳ آوریل ۲۰۱۸ | حزب جمهوری‌خواه ارمنستان |          | سرژ سرکیسیان (سرکیسیان II)                |
|       |     | آرمن گئورگیان  | ۱۷ آوریل ۲۰۱۸  | ۲۳ آوریل ۲۰۱۸ | حزب جمهوری‌خواه ارمنستان |          | سرژ سرکیسیان (سرکیسیان II)                |
|       |     | تیگران آوینیان | ۱۱ مه ۲۰۱۸     | ۲ اوت ۲۰۲۱    | پیمان مدنی              |          | نیکول پاشینیان (پاشینیان I و پاشینیان II) |
|       |     | مهر گریگوریان  | ۱۱ مه ۲۰۱۸     | مستقل         | در حال حاضر             |          | نیکول پاشینیان (پاشینیان I و پاشینیان II) |

## فهرست نخست‌وزیران اول ارمنستان
| تصویر | نام | نام             | دوره خدمت     | دوره خدمت      | حزب سیاسی               | نخست‌وزیر | نخست‌وزیر                                  |
| ----- | --- | --------------- | ------------- | -------------- | ----------------------- | -------- | ----------------------------------------- |
|       |     | کارن کاراپتیان  | ۱۷ آوریل ۲۰۱۸ | ۱۱ مه ۲۰۱۸     | حزب جمهوری‌خواه ارمنستان |          | سرژ سرکیسیان (سرکیسیان II)                |
|       |     | آرارات میرزویان | ۱۱ مه ۲۰۱۸    | ۱۲ ژانویه ۲۰۱۹ | پیمان مدنی              |          | نیکول پاشینیان (پاشینیان I و پاشینیان II) |